# Ten Broeck, Kentucky
Ten Broeck, Kentucky (енгл. Ten Broeck) град је у америчкој савезној држави Кентаки.

## Демографија
По попису из 2010. године број становника је 103, што је 26 (-20,2%) становника мање него 2000. године.
| Група             | 2000.       | 2010.      |
| Белци             | 121 (93,8%) | 95 (92,2%) |
| Афроамериканци    | 2 (1,6%)    | 3 (2,9%)   |
| Азијати           | 3 (2,3%)    | 3 (2,9%)   |
| Хиспаноамериканци | 1 (0,8%)    | 0 (0,0%)   |
| Укупно            | 129         | 103        |